# Loyal (Wisconsin)
Loyal ist eine Kleinstadt (mit dem Status „City“) im Clark County im US-amerikanischen Bundesstaat Wisconsin. Im Jahr 2010 hatte Loyal 1261 Einwohner.

## Geografie
Loyal liegt im nordwestlichen Zentrum Wisconsins, rund 10 km östlich des Black River, einem linken Nebenfluss des Mississippi. Die geografischen Koordinaten von Loyal sind 44°44′15″ nördlicher Breite und 90°29′48″ westlicher Länge. Das Stadtgebiet erstreckt sich über eine Fläche von 3,6 km². 
Benachbarte Orte von Loyal sind Curtiss (28,4 km nordnordöstlich), Unity (26,6 km nordöstlich), Spencer (17,6 km östlich), Granton (20,2 km südlich), Neillsville (25,9 km südsüdwestlich) und Greenwood (11,8 km westnordwestlich).
Die nächstgelegenen größeren Städte sind Green Bay (232 km östlich), Wisconsins Hauptstadt Madison (257 km südsüdöstlich), La Crosse (145 km südwestlich), Eau Claire (93,5 km westlich), die Twin Cities in Minnesota (254 km in der gleichen Richtung) und Duluth am Oberen See in Minnesota (335 km nordnordwestlich).

## Verkehr
Der Wisconsin State Highway 98 führt als Hauptstraße durch das Zentrum von Loyal und trifft hier auf den County Highway K. Alle weiteren Straßen sind untergeordnete Landstraßen, teils unbefestigte Fahrwege oder innerörtliche Verbindungsstraßen.
Mit dem Neillsville Municipal Airport befindet sich 22,3 km südlich ein kleiner Flugplatz. Die nächsten Verkehrsflughäfen sind der Chippewa Valley Regional Airport in Eau Claire (93,2 km westlich), der Central Wisconsin Airport in Wausau (73,9 km ostnordöstlich) und der La Crosse Regional Airport (142 km südwestlich).

## Bevölkerung
Nach der Volkszählung im Jahr 2010 lebten in Loyal 1261 Menschen in 538 Haushalten. Die Bevölkerungsdichte betrug 350,3 Einwohner pro Quadratkilometer. In den 538 Haushalten lebten statistisch je 2,34 Personen. 
Ethnisch betrachtet setzte sich die Bevölkerung zusammen aus 98,3 Prozent Weißen, 0,2 Prozent Afroamerikanern, 0,5 Prozent amerikanischen Ureinwohnern, 0,2 Prozent Asiaten sowie 0,6 Prozent aus anderen ethnischen Gruppen; 0,2 Prozent stammten von zwei oder mehr Ethnien ab. Unabhängig von der ethnischen Zugehörigkeit waren 1,0 Prozent der Bevölkerung spanischer oder lateinamerikanischer Abstammung. 
24,8 Prozent der Bevölkerung waren unter 18 Jahre alt, 52,4 Prozent waren zwischen 18 und 64 und 22,8 Prozent waren 65 Jahre oder älter. 50,9 Prozent der Bevölkerung war weiblich.
Das mittlere jährliche Einkommen eines Haushalts lag bei 39.554 USD. Das Pro-Kopf-Einkommen betrug 21.479 USD. 12,4 Prozent der Einwohner lebten unterhalb der Armutsgrenze.